# Evan Bates
Evan Bates (ur. 23 lutego 1989 w Ann Arbor) – amerykański łyżwiarz figurowy, startujący w parach tanecznych z Madison Chock. Wicemistrz olimpijski z Pekinu (2022, drużynowo) i trzykrotny uczestnik igrzysk olimpijskich (2010, 2014, 2018), trzykrotny mistrz (2023–2025) i wicemistrz (2015) świata, trzykrotny mistrz (2019, 2020, 2023) i wielokrotny medalista mistrzostw czterech kontynentów, dwukrotny zwycięzca (2023, 2024) i trzykrotny srebrny medalista finału Grand Prix (2014, 2015, 2019) oraz pięciokrotny mistrz Stanów Zjednoczonych (2015, 2020, 2022, 2023, 2024).
11 czerwca 2022 roku Bates zaręczył się ze swoją partnerką sportową Madison Chock po sześciu latach związku. Para wzięła ślub 20 czerwca 2024 roku na Hawajach.

## Osiągnięcia

### Z Madison Chock
| Zawody                           | 11–12          | 12–13          | 13–14          | 14–15          | 15–16          | 16–17          | 17–18          | 18–19          | 19–20          | 20–21          | 21–22          | 22–23          | 23–24          | 24–25          |                |                |                |
| Międzynarodowe                   | Międzynarodowe | Międzynarodowe | Międzynarodowe | Międzynarodowe | Międzynarodowe | Międzynarodowe | Międzynarodowe | Międzynarodowe | Międzynarodowe | Międzynarodowe | Międzynarodowe | Międzynarodowe | Międzynarodowe | Międzynarodowe | Międzynarodowe | Międzynarodowe | Międzynarodowe |
| -------------------------------- | -------------- | -------------- | -------------- | -------------- | -------------- | -------------- | -------------- | -------------- | -------------- | -------------- | -------------- | -------------- | -------------- | -------------- | -------------- | -------------- | -------------- |
| Zimowe igrzyska olimpijskie      |                |                | 8              |                |                |                | 9              |                |                |                | 4              |                |                |                |                |                |                |
| Mistrzostwa świata               |                | 7              | 5              | 2              | 3              | 7              | 5              | 6              | C              | 4              | 3              | 1              | 1              | 1              |                |                |                |
| Mistrzostwa czterech kontynentów |                | 3              |                | 2              | 2              | 3              |                | 1              | 1              |                |                | 1              |                |                |                |                |                |
| GP Finał Grand Prix              |                |                |                | 2              | 2              | 6              | 5              |                | 2              |                |                | 2              | 1              | 1              |                |                |                |
| GP Cup of China                  |                | 4              | 3              |                | 2              |                | 2              |                | 2              |                |                |                |                |                |                |                |                |
| GP Grand Prix Espoo              |                |                |                |                |                |                |                | WD             |                |                |                |                | 1              |                |                |                |                |
| GP Internationaux de France      | 5              |                |                |                |                |                | 2              |                | 2              |                |                |                |                |                |                |                |                |
| GP NHK Trophy                    |                |                |                |                |                |                |                |                |                |                | 2              | 2              |                | 1              |                |                |                |
| GP Rostelecom Cup                |                |                | 3              | 1              |                | 2              |                | WD             |                |                |                |                |                |                |                |                |                |
| GP Skate America                 |                |                |                | 1              | 1              |                |                |                |                | WD             | 2              | 1              | 1              | 2              |                |                |                |
| GP Skate Canada International    | 4              |                |                |                |                | 2              |                |                |                |                |                |                |                |                |                |                |                |
| CS Finlandia Trophy              |                |                |                |                |                |                |                |                | 1              |                | 2              |                |                |                |                |                |                |
| CS Nebelhorn Trophy              |                |                |                | 2              | 1              | 2              |                |                |                |                |                |                |                |                |                |                |                |
| CS Memoriał Ondreja Nepeli       |                |                |                |                |                | 2              |                |                |                |                |                |                |                |                |                |                |                |
| CS U.S. International Classic    |                |                |                |                |                |                |                |                | 1              |                |                |                |                |                |                |                |                |
| Finlandia Trophy                 | 3              |                | 2              |                |                |                |                |                |                |                |                |                |                |                |                |                |                |
| Mentor Toruń Cup                 |                |                |                |                |                |                |                | 1              |                |                |                |                |                |                |                |                |                |
| Nebelhorn Trophy                 |                | 1              |                |                |                |                |                |                |                |                |                |                |                |                |                |                |                |
| U.S. International Classic       |                | 4              |                |                |                |                |                |                |                |                |                |                |                |                |                |                |                |
| Krajowe                          |                |                |                |                |                |                |                |                |                |                |                |                |                |                |                |                |                |
| Mistrzostwa Stanów Zjednoczonych | 5              | 2              | 2              | 1              | 2              | 2              | 3              | 2              | 1              | 2              | 1              | 1              | 1              |                |                |                |                |
| Zawody drużynowe                 |                |                |                |                |                |                |                |                |                |                |                |                |                |                |                |                |                |
| Zimowe igrzyska olimpijskie      |                |                |                |                |                |                |                |                |                |                | 2              |                |                |                |                |                |                |
| World Team Trophy                |                | 1 T 1 P        |                | 1 T 3 P        |                | 3 T 2 P        |                |                |                |                |                |                |                |                |                |                |                |
| Team Challenge Cup               |                |                |                |                | 1 T 2 P        |                |                |                |                |                |                |                |                |                |                |                |                |

## Programy

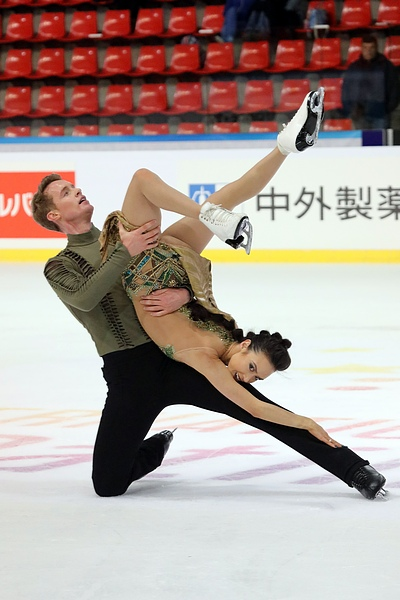
Egyptian Snake Dance (Internationaux de France 2019)

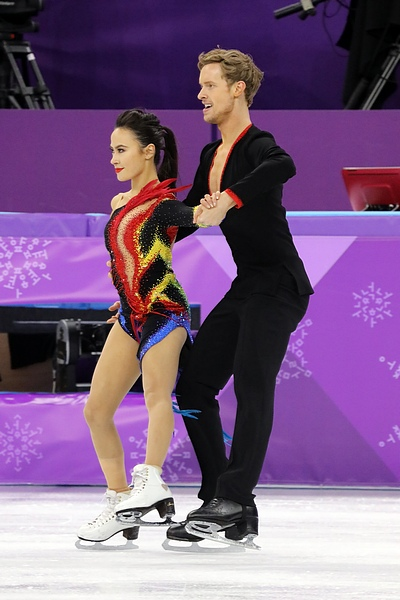
Aguanile / Qué Lío / Vivir la vida (IO 2018)

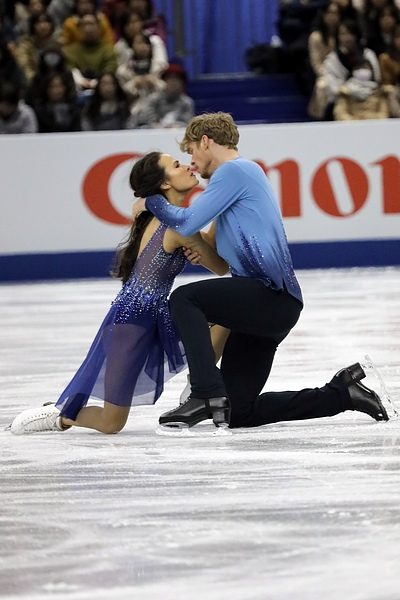
Imagine (Finał Grand Prix 2017)

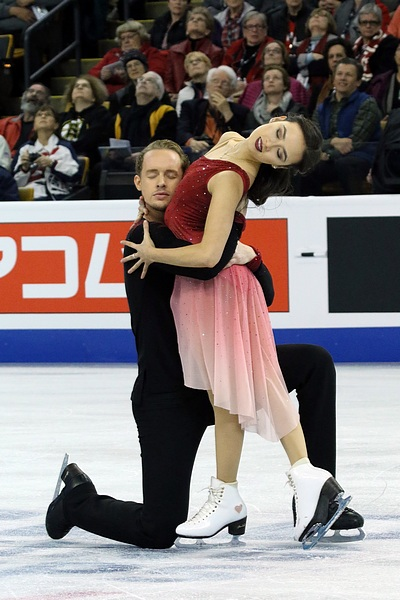
II koncert fortepianowy (MŚ 2016)

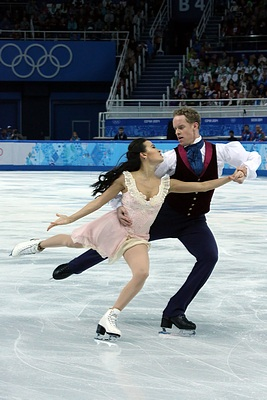
Les Misérables (IO 2014)

Madison Chock / Evan Bates
| Sezon   | Taniec rytmiczny (RD) | Taniec dowolny (FD) |
| ------- | --- | --- |
| 2023–24 | - Queen medley: - Another One Bites the Dust - Who Wants to Live Forever - I Want It All choreografia: Marie-France Dubreuil                                                             | - Pink Floyd medley: - Time - Breathe (In the Air) - Eclipse choreografia: Marie-France Dubreuil                                                                              |
| 2022–23 | - Samba, rumba, samba: Let's Dance – Ben Liebrand (remix), oryg. David Bowie choreografia: Marie-France Dubreuil, Ginette Cournoyer, Samuel Chouinard                                    | - Souffrance – Orange Blossom - Les Tectoniques – Jorane choreografia: Marie-France Dubreuil, Ginette Cournoyer, Samuel Chouinard                                             |
| 2021–22 | - Blues: Myboi – Billie Eilish - Blues: Therefore I am – Billie Eilish - Hip Hop: Bad Guy – Billie Eilish choreografia: Marie-France Dubreuil                                            | - Daft Punk medley: - Contact - Touch - Within - Touch choreografia: Marie-France Dubreuil, Ginette Cournoyer, Samuel Chouinard                                               |
| 2020–21 | - Blues, quickstep, swing: Too Darn Hot (z musicalu Kiss Me, Kate) choreografia: Marie-France Dubreuil, Sam Chouinard                                                                    | - Egyptian Snake Dance: - Yearning – Raul Ferrando - Sahara Nights – DJ Quincy Ortz - Layali Al Sharq – Al-Ahram Orchestra choreografia: Marie-France Dubreuil, Sam Chouinard |
| 2019–20 | - Blues, quickstep, swing: Too Darn Hot (z musicalu Kiss Me, Kate) choreografia: Marie-France Dubreuil, Sam Chouinard                                                                    | - Egyptian Snake Dance: - Yearning – Raul Ferrando - Sahara Nights – DJ Quincy Ortz - Layali Al Sharq – Al-Ahram Orchestra choreografia: Marie-France Dubreuil, Sam Chouinard |
| 2018–19 | - Flamenco: Dinner – John Powell - Tango: Assassin's Tango – John Powell choreografia: Marie-France Dubreuil                                                                             | - Fever – Elvis Presley, Michael Bublé - Burning Love – Elvis Presley choreografia: Marie-France Dubreuil                                                                     |
| Sezon   | Taniec krótki (SD) | Taniec dowolny (FD) |
| 2017–18 | - Salsa: Aguanile – Marc Anthony - Rumba: Qué Lío – Marc Anthony - Samba: Vivir Mi Vida – Marc Anthony choreografia: Igor Szpilband, Rohene Ward                                         | - Imagine (mix) – Olivia Millerschin, oryg. John Lennon, aranż. Sonia Lee choreografia: Christopher Dean                                                                      |
| 2016–17 | - Blues: Bad to the Bone – George Thorogood - Hip Hop: Uptown Funk – Mark Ronson, Bruno Mars choreografia: Rohene Ward                                                                   | - Under Pressure – David Bowie, Queen choreografia: Christopher Dean |
| 2015–16 | - Fokstrot: More – Andrea Bocelli - Walc: Unchained Melody – André Rieu choreografia: Igor Szpilband - Walc, polka: Dark eyes – Il Divo choreografia: Igor Szpilband                     | - II koncert fortepianowy – Siergiej Rachmaninow choreografia: Igor Szpilband - Adagio - Allegro                                                                              |
| 2014–15 | - Paso doble: Don Kichot – Ludwig Minkus choreografia: Igor Szpilband | - Amerykanin w Paryżu – George Gershwin choreografia: Igor Szpilband |
| 2013–14 | - Quickstep: Hollywood – The Puppini Sisters - Fokstrot, charleston: There's No Business Like Show Business (z musicalu Annie Get Your Gun) – Irving Berlin choreografia: Igor Szpilband | - Les Misérables – Claude-Michel Schönberg choreografia: Igor Szpilband |
| 2012–13 | - Walc, polka: Quidam – Cirque du Soleil choreografia: Igor Szpilband | - Doctor Zhivago – Maurice Jarre choreografia: Igor Szpilband |
| 2011–12 | - Samba: Chick Chick Boom - Rumba: Doom Diggy Diggy | - Preludium e-moll – Fryderyk Chopin |